# Francesco Andriani
Francesco Andriani (Bologna, 31 ottobre 1895 – 1971) è stato un avvocato e politico italiano.